# Бета Вуканович
Бета Вуканович (серб. Бета Вукановић, 18 квітня 1872, Бамберг, Німецька імперія — 31 жовтня 1972, Белград, Югославія), також знана як Бабетта Бахмаєр — сербська художниця та 100-річна особа.

## Біографія
Народилася у Бамбергу, Верхня Франконія, Німецька імперія, спочатку вивчала живопис у Kunstgewerbeschule у Мюнхені. Також працювала з Антоном Ажбе. З 1898 року жила переважно в Белграді. Її ранні роботи відображали вплив пленерного живопису у Мюнхені, який перед Першою світовою війною змінився на імпресіонізм. Її пізніший стиль був переважно реалістичним; вона написала багато картин сербського пейзажу та його людей.
Зародила сербську художню карикатуру та залишила близько 500 жартівливих портретів сучасників із соціальної та культурної сцени Белграда.
Бета Вуканович померла у Белграді у віці 100 років.

## Особисте життя
Її чоловік був художником-імпресіоністом Ріста Вуканович (3 квітня 1873, Буговина, поблизу Требинє, Герцеговина — 7 січня 1918, Париж), визнаний одним із художників, відповідальних за розвиток сербського мистецтва в нових напрямках. Навчався в Санкт-Петербурзі та Мюнхені, пізніше викладав у різних навчальних закладах.